# Никола Иванов (индустриалец)
Никола (Конде) Иванов Хаджиласков (изписване до 1945 година: Никола Ивановъ хаджи Ласковъ), известен първоначално като Хаджиласков, а след това като Иванов, е крупен български търговец и индустриалец от последните десетилетия на XIX и първите на XX век. Действа в най-различни сфери – търговия с оръжие, със захар, строителство, хотелиерство, дървопреработване и други. Един от основателите на командитното дружество „Гранитоид“.

## Биография

### Семейство
По произход е от Банско. Потомък е на хаджи Ласко (Лазко), един от най-богатите бански търговци, търгували с памук от Сяр в Средна и Западна Европа през XVIII век. Син е на Иван Хаджиласков, увеличил състоянието си от търговия с кожи и дървен материал, чиито кервани били охранявани от турската полиция; имал кантора във Виена, построил пътя до Сяр. Никола Хаджиласков има четирима братя – Тодор, Лазар, Минко (Михаил) и Борис, и три сестри – Богдана Лазарова, Катерина Хадживълчева и Елена Хаджиласкова.

### Революционна дейност
Никола (Конде) Хаджиласков участва в революционния комитет, създаден от хаджи Кандит Дагарадин за подготовка на въстанието през 1876 г., арестуван е, но е откупен от семейството си. Той е и един от ръководителите на Кресненско-Разложкото въстание през 1878 г.

### Търговска и индустриална дейност
Когато след Берлинския конгрес Банско остава под турска власт, братята се преселват в Свободна България, в София, където основават търговска фирма.
Никола Иванов развива дейността си както със своите братя, така и сам. Обикновено той и брат му Тодор представят фамилията, докато Минко Иванов, в годините след Освобождението финансов съветник на княз Александър Батенберг, съдейства с връзките си в управляващите кръгове.
Братята натрупват огромно състояние с помощта на високи протекции. Като приближени до Двореца установяват близки връзки с политически фигури, особено с княжеския флигеладютант Никола Иванов, който по-късно се издига до генерал и военен министър (1896 – 1899). Търгуват в най-различни сфери – от захар и продажба на оръжие на македонските революционери до строителство и хотелиерство, дървопреработване (фабрика в Белово) и др.
Вероятно поради лошата слава, с която се сдобиват (оръжейни афери, свързват ги и с убийството на Стефан Стамболов, но не е доказано), заменят фамилното си име Хаджиласкови с бащиното Иванови.

#### Оръжеен бизнес
При търговията с оръжие братята Иванови закупуват от армията бракувани оръжия на безценица, а ги продават на македонската организация на висока цена, въпреки че са нейни членове, дори в ръководството ѝ. Продават оръжия и на други революционни и терористични организации. Участват в оръжейни афери с Наум Тюфекчиев. Поради спекулативните цени и измами Македонската организация решава да започне сама да се снабдява с оръжие, но на търга през февруари 1897 година, когато военен министър е Никола Иванов, братя Иванови отново печелят сделката.

#### Барутната катастрофа в Русе
На търг през 1897 година закупуват 112 хиляди кримкови пушки, оставени още на времето от Русия, и 50 милиона патрона. Поради ограничените възможности за продажба на остарелите патрони изграждат фабрики в Русе и Разград за повторно използване на барута и оловото. Барутната фабрика в Русе е едно от най-големите промишлени предприятия в града, в нея работят около 300 души, включително жени и деца, а мерки за безопасност почти не се спазват. На 25 юли 1897 година става експлозията на складирания барут и патрони, довела до страшна катастрофа, при която загиват по-голямата част от работниците. Никола и Тодор Иванови са временно арестувани, но освободени срещу гаранция от 100 000 лева. При дебати в Народното събрание са критикувани висши държавни лица; по време на съдебния процес излизат наяве редица нередности. Никола Иванов е осъден на 3 месеца затвор, Тодор Иванов – на 1 месец, двамата трябва да заплатят 62 000 лева на пострадалите. След като обжалват присъдата, съдът намалява наказанието им и те общо дават 25 хиляди лева.

#### Строителство
Възложено им е строителството на мавзолея на княз Александър Батенберг, като са финансирани с 60 хиляди златни лева. Строят го от август 1895 до 1897 година.
Изграждат в София хотели, както и сгради с магазини и кантори. Всички сгради по ул. „Триадица“ са тяхно притежание. Строят също така шосета, мостове, канализации.
Домът, който си построяват в София през 1912 година на ул. „Денкоглу“ 19, наподобява миниатюрен виенски палат. Изграден е по проект на арх. Киро Маричков, който го посочва като свой шедьовър. Хотелът им „Сплендид Палас“ е по проект на Георги Фингов и Киро Маричков.

#### Тежка промишленост
През 1908 година Никола Иванов е сред основателите на командитното дружество „Гранитоид“ за бетонни и железобетонни изделия и постройки, заедно с Едуард Наудашер, Георги Атанасов и Иван Буров. То държи 70% от циментовата промишленост, има водещи позиции и в електро- и въгледобива, производството на минерални масла, асфалт, битум и др.